# Dehesas Viejas
Dehesas Viejas är en ort och kommun i provinsen Granada i den autonoma regionen Andalusien i södra Spanien. Orten ligger cirka 33,5 kilometer norr om Granada. Kommunen har 640 invånare (2024), på en yta av 13,80 km². Dehesas Viejas gränsar till kommunerna Campotéjar, Iznalloz och Domingo Pérez de Granada. Andra samhällen i närheten är Poloria, Cañatabla och Venta de Andar.
Kommunen bildades den 23 oktober 2014 genom avknoppning från kommunen Iznalloz, och blev därmed den 170:e kommunen i provinsen Granada. Sedan 2003 har visst självstyre rått genom att kommunen haft status som entidad local autónoma (ELA).